# Asaracus rufociliatus
Asaracus rufociliatus är en spindelart som först beskrevs av Simon 1902.  Asaracus rufociliatus ingår i släktet Asaracus och familjen hoppspindlar. Inga underarter finns listade i Catalogue of Life.